# 周釐王
周釐王（？—前677年），一作周僖王，姓姬，名胡齐，東周第四代君主，在位5年，諡號釐。
釐王爲周莊王長子，莊王雖偏爱姚姬生的少子王子頹，但未能廢長立幼。前681年，釐王即位。
前679年，曲沃代翼後，曲沃武公把晉國的寶器獻給釐王，釐王承認曲沃武公為晉君，列為諸侯。前678年，遭晉軍攻打並殺害夷邑大夫詭諸，執政大臣周公忌父逃奔虢國。
前677年，周釐王王崩。子惠王立。
在位期间执政为虢公醜、周公忌父。

## 子女
- 周惠王（？－前653年或前652），東周第五代君主，諡號惠王。
- 姬虎（？－前624年），王叔国始封者，諡號文公。